# Galleri över amtsvapen i Danmark
Ett galleri över de vapen som tidigare förts av Danmarks historiska amt. 

## Amtsvapen 1970-2006
Bornholms amt omvandlades till Bornholms regionkommun år 2003. De båda kommunerna Köpenhamn och Frederiksberg hade egna amtsfunktioner och ingick därför inte i Köpenhamns amt.

Bornholms amt (Bornholms regionkommun 2003-)
Frederiksbergs kommun
Frederiksborgs amt
Fyns amt
Grönlands amt
Köpenhamns amt
Köpenhamns kommun
Nordjyllands amt
Ribe amt
Ringkjøbings amt
Roskilde amt
Storstrøms amt
Sønderjyllands amt
Vejle amt
Vestsjællands amt
Viborg amt
Århus amt

## Amtsvapen före 1970
Hjørrings amt blev 1793 det första amtet att föra vapen. Senare fick även landets övriga amt, med undantag för Haderslevs amt, egna vapen. 

Assens amtskommun
Bornholms amt
Frederiksbergs kommun
Frederiksborgs amt
Færø amt
Grönlands amt
Haderslevs amt Förde inte vapen
Hjørrings amt
Holbæks amt
Köpenhamns amt
Köpenhamns kommun
Maribo amt
Odense amt
Præstø amt
Randers amt
Ribe amt
Ringkøbings amt
Roskilde amt
Skanderborgs amt
Sorø amt
Svendborgs amt
Sønderborgs amt
Thisteds amt
Tønders amt
Vejle amt
Viborgs amt
Åbenrå amt
Ålborgs amt
Århus amt